# St. Wilgefortis (Neufahrn bei Freising)

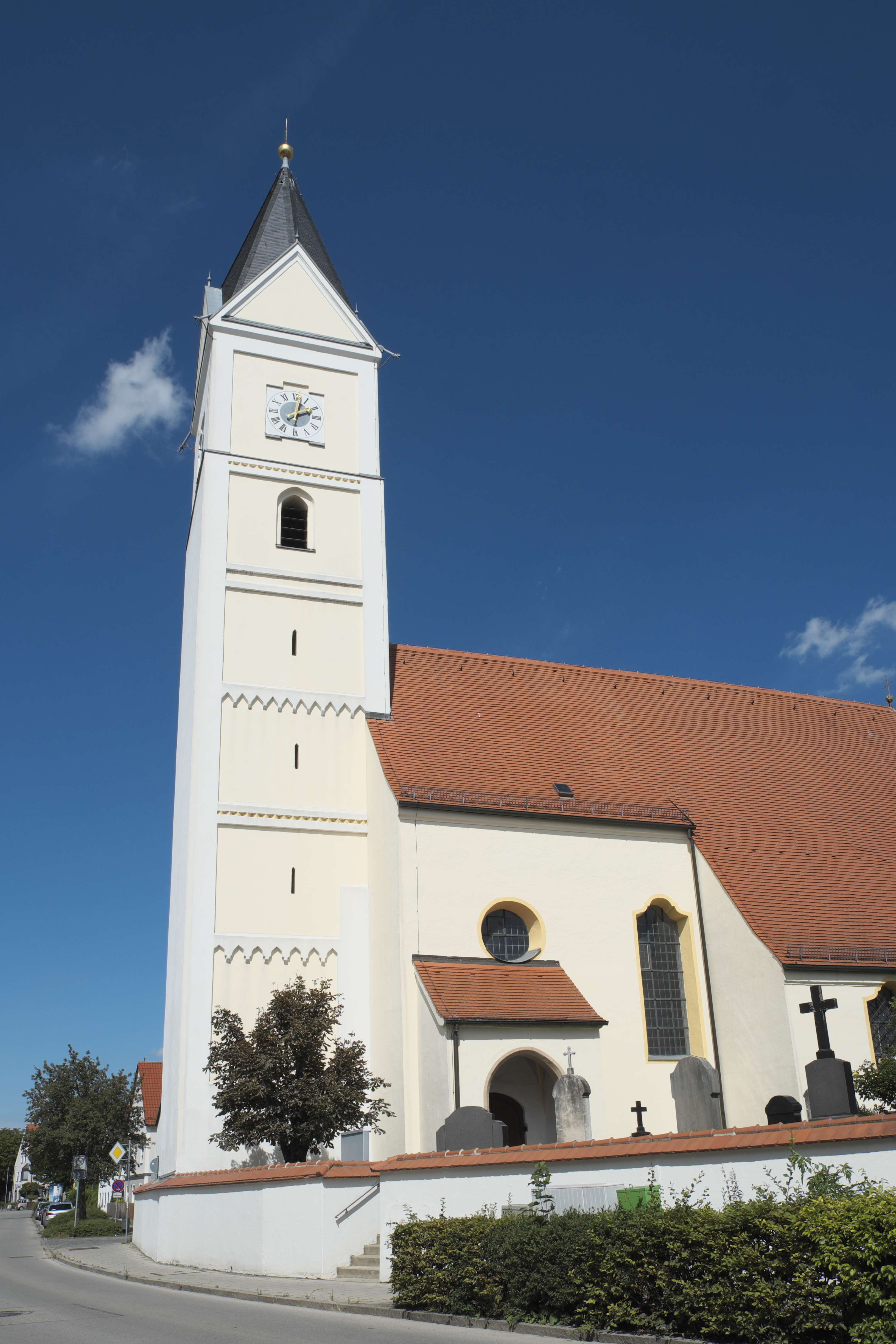
Alte Pfarrkirche St. Wilgefortis

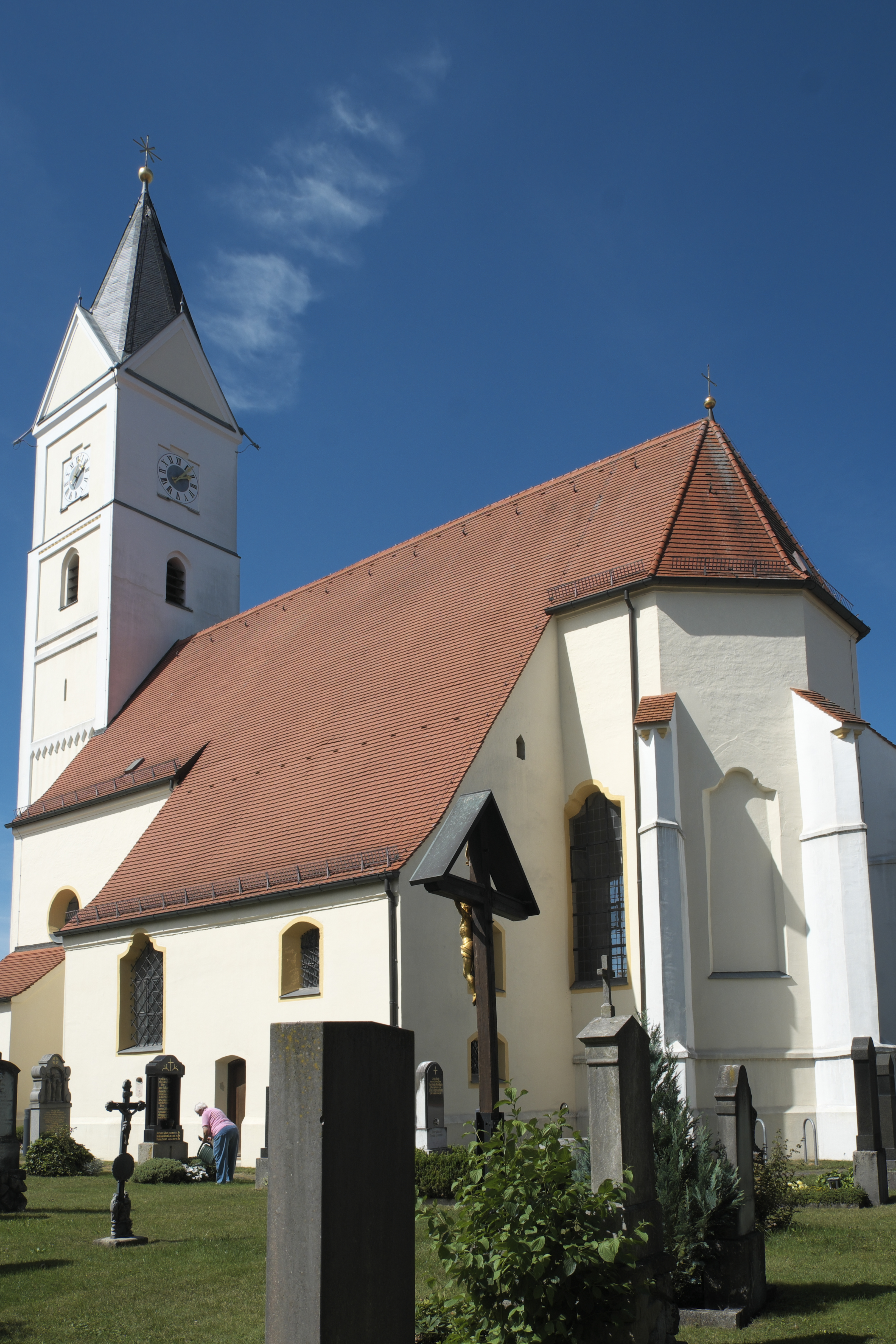
Ansicht von Südosten

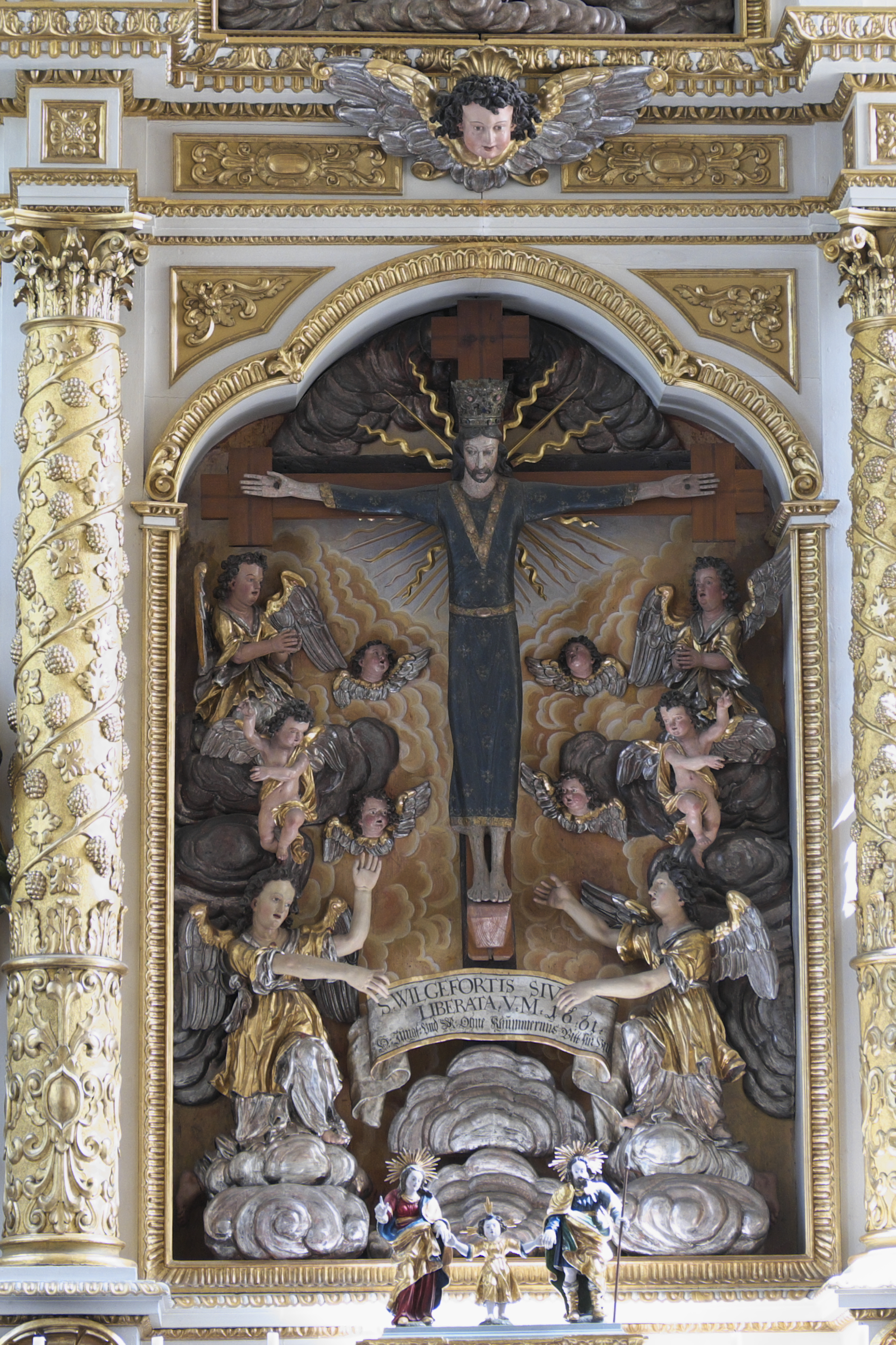
Wilgefortis-Kreuz im Hochaltar

Die römisch-katholische Pfarr- und Wallfahrtskirche St. Wilgefortis in Neufahrn bei Freising, einer Gemeinde im oberbayerischen Landkreis Freising, ist im Kern ein gotischer Kirchenbau aus dem 15. Jahrhundert, der zu Beginn des 18. Jahrhunderts barockisiert wurde. Bedeutendstes Ausstattungsstück der Kirche ist das sogenannte  Wilgefortis-Kreuz, ein romanisches Kruzifix, das über 200 Jahre lang Ziel einer vielbesuchten Wallfahrt war. Die Kirche gehört zur Pfarrei St. Franziskus im Dekanat Freising (Erzbistum München und Freising). Das Gebäude steht auf der Liste der geschützten Baudenkmäler in Bayern.

## Patrozinium
Die Kirche war ursprünglich dem Patronat des  Apostels Bartholomäus anvertraut, später dem Heiligen Geist geweiht und danach dem Patrozinium der heiligen Wilgefortis, auch heilige Kümmernis genannt, unterstellt. 1921 wurde sie wieder Heilig-Geist-Kirche, seit 1991 ist sie mit dem  Doppelpatrozinium Heilig Kreuz und St. Wilgefortis versehen.

## Geschichte
Die Neufahrner Kirche wird bereits zu Beginn des 9. Jahrhunderts schriftlich erwähnt. Von 1354 bis 1803 war die Kirche im Besitz der Benediktinerabtei Weihenstephan. Die heutige Kirche wurde in der Mitte des 15. Jahrhunderts errichtet, der ursprünglich fünfgeschossige Turm stammt vermutlich noch aus dem frühen 14. Jahrhundert. Die im Jahr 1499 erfolgte Weihe fand wahrscheinlich nach einem Umbau statt, bei dem die Kirche ein gotisches Rippengewölbe erhielt. Um 1580 kam es zu einem Brand, bei dem auch das Wilgefortis-Kreuz beschädigt wurde. Im Zuge der Barockisierung des Innenraums wurden die Gewölberippen im Jahr 1715 abgeschlagen und das Gewölbe mit Stuck verziert. In der Mitte des 19. Jahrhunderts wurde der Turm aufgestockt.

## Wallfahrt zur heiligen Wilgefortis
Zu Beginn des 17. Jahrhunderts entwickelte sich die Wallfahrt zur heiligen Wilgefortis. Gegenstand der Verehrung war ein hölzernes Kreuz mit einer Christusfigur im Stil des Volto Santo von Lucca, dem man eine wundertätige Wirkung nachsagte. Vermutlich kam die aus dem 12. Jahrhundert stammende Skulptur Ende des 14. Jahrhunderts aus der Weihenstephaner Klosterkirche nach Neufahrn. Die gotischen Bildtafeln im Chor und in der Florianskapelle schildern, wie Holzfäller das Gnadenbild auf der Isar entgegen der Stromrichtung treibend entdeckten, wie sie es bargen und auf einem Ochsenkarren zur Neufahrner Kirche transportierten, wobei sich allerhand Wunder zugetragen haben sollen. Um 1700 deutete man die mit einem langen Gewand bekleidete bärtige Figur mit einer goldenen Krone auf dem Haupt zur heiligen Wilgefortis um. Nach der Legende war sie eine Königstochter, deren Gesicht mit Gottes Hilfe durch einen Bart entstellt wurde, um sie vor einer Heirat mit einem Christenverfolger zu bewahren. Ihr Vater ließ sie daraufhin wie Christus an das Kreuz schlagen. Mit der Säkularisation im Jahr 1803 kam die Wallfahrt zum Erliegen.

## Architektur

### Außenbau
Vor der Westfassade steht der durch Gesimse und Blendbögen gegliederte Turm. Das Vorzeichen an der Südseite des Langhauses besitzt noch sein gotisches Rippengewölbe. Neben der Sakristei öffnet sich die Florianskapelle zum Langhaus. Den stark eingezogenen Chor gliedern außen weit vorstehende, abgetreppte Strebepfeiler.

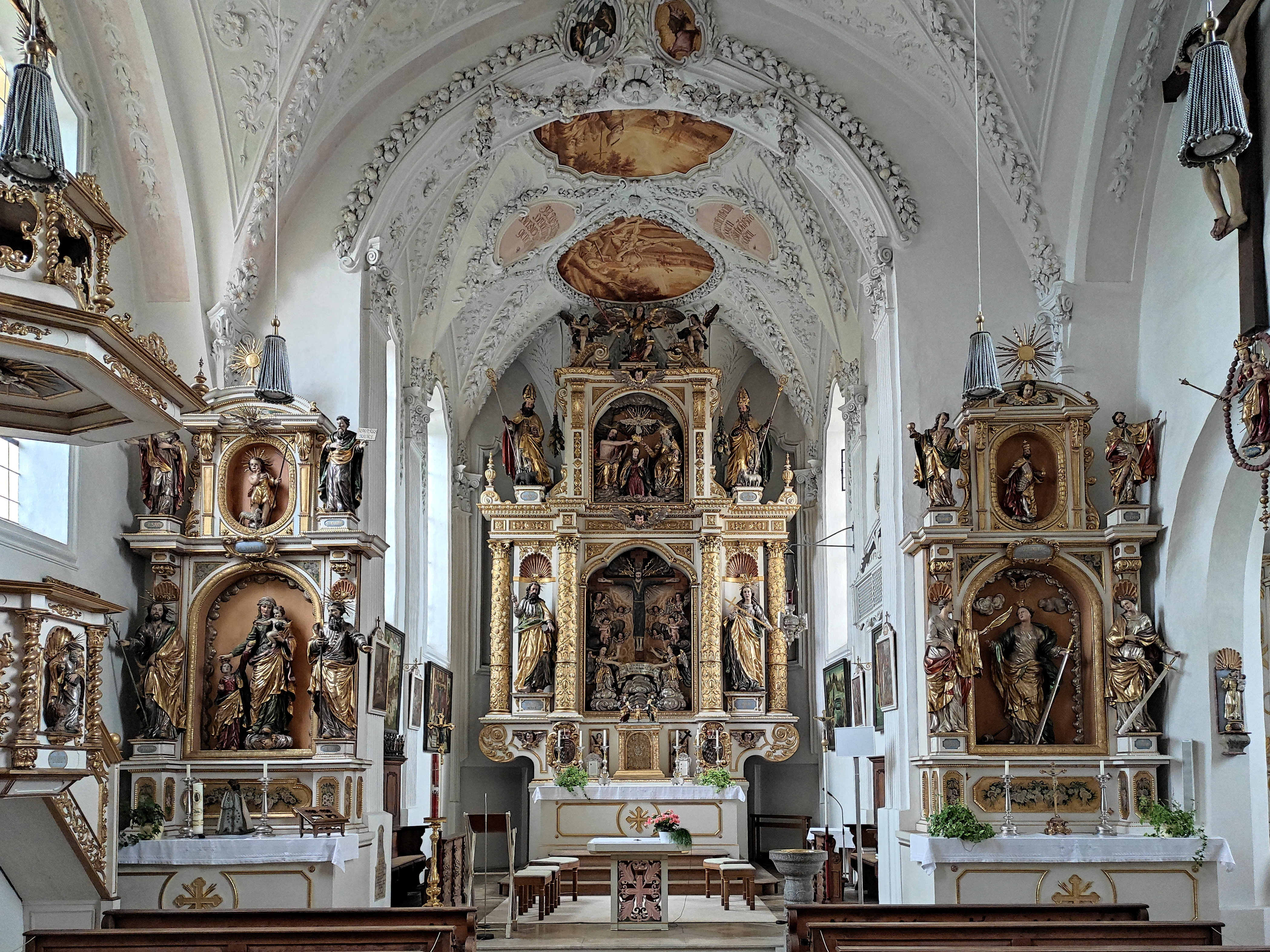
Innenraum

### Innenraum
Das einschiffige Langhaus ist in drei Joche gegliedert, der Chor besitzt ein Vorjoch und weist einen Fünfachtelschluss auf. Die kannelierten Pilaster an den Langhauswänden und im Chor sind mit Kapitellen verziert. Die Gewölbe im Chor und im Langhaus wurden 1715 mit einem reichen Stuckdekor aus Blumen, Früchten und Girlanden überzogen, der Nikolaus Liechtenfurtner aus Freising zugeschrieben wird. Die Fenster sind von Rankenwerk umgeben. Die Fresken wurden im gleichen Jahr vermutlich von Lucas Zais geschaffen und stellen Szenen der Wilgefortislegende dar. Sie wurden 1933 teilweise übermalt und 1991/92 wieder freigelegt. Das Hauptfresko mit der Darstellung der Verherrlichung der heiligen Wilgefortis wurde 1933 und 1992 jeweils durch eine andere Darstellung ersetzt.

## Ausstattung

### Inneres

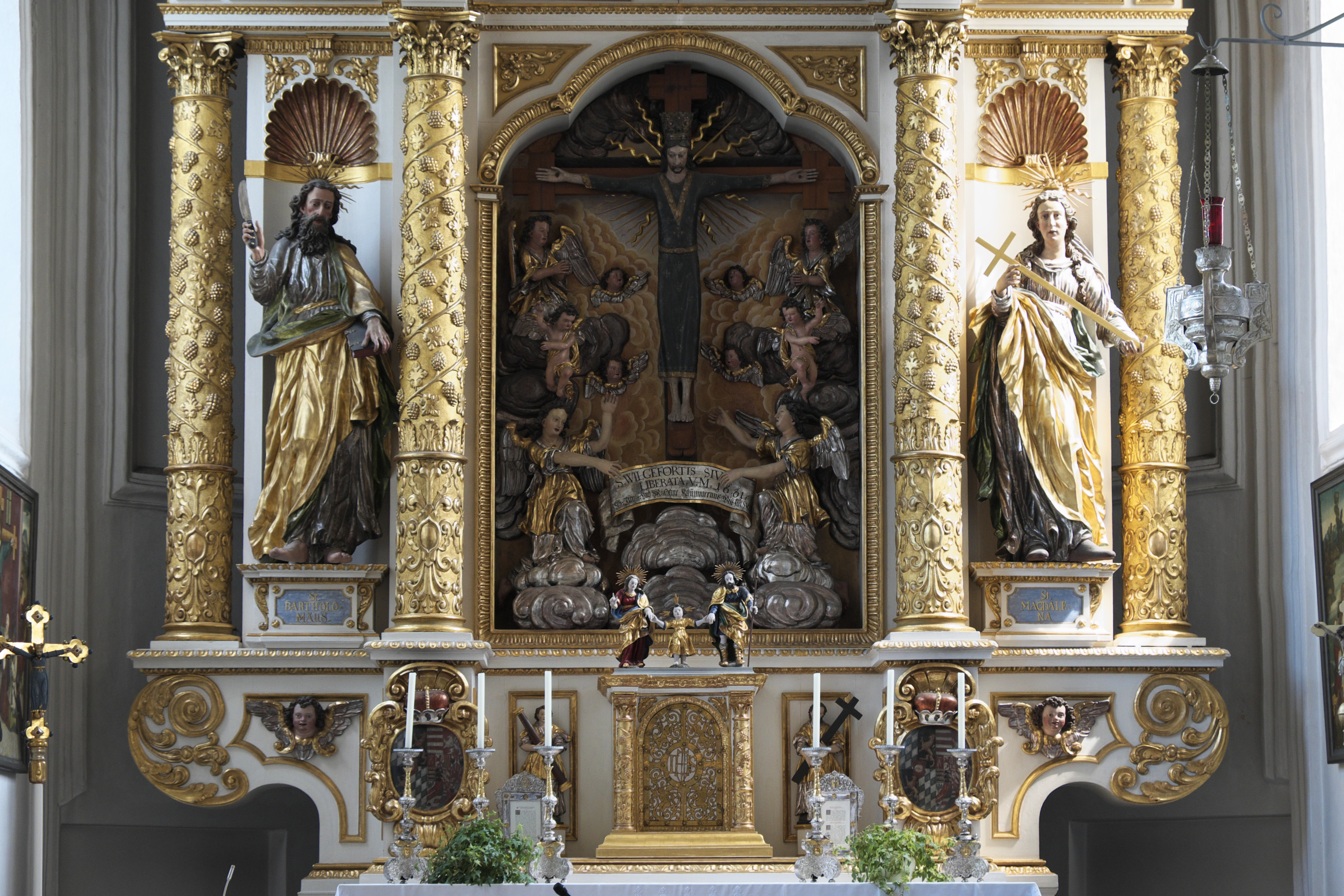
Hochaltar mit Wilgefortis-Kreuz, Apostel Bartholomäus und Maria Magdalena

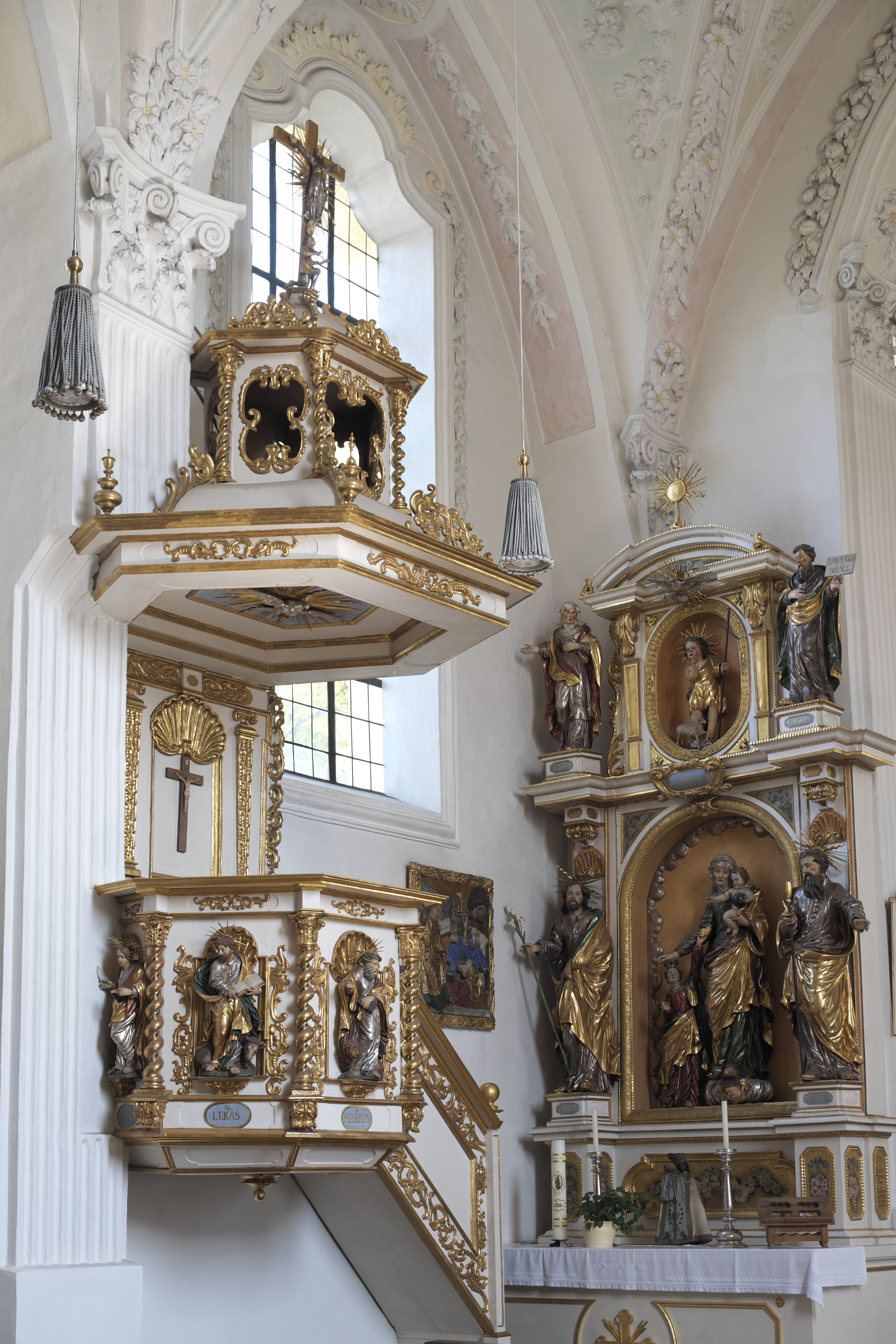
Kanzel mit Wilgefortis-Kreuz auf dem Schalldeckel

- Der dreigeschossige Hochaltar wurde in den Jahren 1660/61 im Stil des Übergangs von der Renaissance zum Barock geschaffen und 1715 weiß gefasst. Der Altar und die Schnitzfiguren werden Tobias Schmid aus Freising zugeschrieben, einem Schüler von Philipp Dirr. Im Zentrum des Altars wurde das Gnadenbild, das Wilgefortis-Kreuz mit der romanischen Christusfigur, integriert, die in das 12. Jahrhundert datiert wird. Das Kruzifix wird von barocken Putti gerahmt, seitlich stehen der Apostel Bartholomäus (links), der ursprüngliche Patron der Neufahrner Kirche, und Maria Magdalena (rechts). Im Auszug ist die Marienkrönung durch die Dreifaltigkeit dargestellt, die seitlichen Figuren stellen zwei Freisinger Bischöfe mit ihren Attributen dar, den heiligen Korbinian mit dem Bären zu seinen Füßen und den heiligen Lantpert von Freising mit einem Lamm. Der Altar wird von zwei Engeln bekrönt, in der Mitte steht der Erzengel Michael mit der Seelenwaage. Auf dem Tabernakel sind im Wechsel des Kirchenjahres die Figurengruppe des Heiligen Wandels (Maria, Josef und das Jesuskind) aus dem 17. Jahrhundert zu sehen, ein barockes Jesuskind (in der Weihnachtszeit) oder der auferstandene Christus (zwischen Ostern und Pfingsten).
- Die beiden Seitenaltäre stammen ebenfalls aus dem 17. Jahrhundert. Der linke Seitenaltar ist der Heiligen Sippe gewidmet. Die heilige Anna hält das Jesuskind im Arm, neben ihr steht Maria als junges Mädchen. Links außen steht der heilige Josef und rechts außen der heilige Joachim. In der Mitte des Altarauszugs ist Johannes der Täufer als Kind mit einem Kreuz und einem Lamm zu seinen Füßen dargestellt, neben ihm seine Eltern, die heilige Elisabeth und der heilige Zacharias, der eine Tafel mit der Inschrift „Johannes ist sein Name“ in der Hand hält. Zacharias war wegen seines Zweifels, dass er noch in hohem Alter einen Sohn bekommen würde, zur Strafe mit Stummheit geschlagen worden und musste deshalb den Namen, den er seinem Sohn geben wollte, auf eine Tafel schreiben. Die kleine Marienfigur auf der Altarmensa ist eine Nachbildung der Altöttinger Madonna aus dem 17. Jahrhundert.
- Am rechten Seitenaltar sind in der Mitte die heilige Katharina mit ihrem Attribut, dem Rad, links die heilige Ursula und rechts die heilige Barbara dargestellt. Im Auszug stehen der Bistumsheilige Sigismund, der Apostel Johannes und der heilige Rochus von Montpellier.
- Über dem Chorgestühl an der nördlichen Chorwand sind zierliche Figuren der zwölf Apostel mit Maria und Jesus aus dem 18. Jahrhundert angebracht.
- Sieben gotische Tafelbilder von 1527 schildern Szenen der Legende des Wilgefortiskreuzes, seine Ankunft in Neufahrn und die ersten Wunder, die es bewirkt haben soll. Vier Bilder hängen im Chor, drei Tafeln in der Florianskapelle.
- Die Kanzel ist eine Arbeit aus der zweiten Hälfte des 17. Jahrhunderts. Am Kanzelkorb sind die vier Evangelisten dargestellt. Der Schalldeckel wird von einem prächtigen Aufbau und einem Kreuz mit der heiligen Wilgefortis bekrönt. Zu Füßen der Heiligen sitzt eine kleine Figur eines Geigenspielers, der an die Legende erinnert, nach der die heilige Wilgefortis einem armen Musikanten, der vor ihr gespielt hatte, einen ihrer goldenen Schuhe zugeworfen haben soll. Der Geiger wurde daraufhin des Diebstahls verdächtigt und zum Tod verurteilt. Als er nochmals vor der Heiligen spielen durfte, wie es sein letzter Wunsch war, warf sie ihm vor aller Augen auch den zweiten Schuh zu.
- Neben der Kanzel hängt ein farbig gefasstes, gotisches Holzrelief mit der Darstellung des Marientodes, das um das Jahr 1525 datiert wird.
- Über dem Eingang zur Florianskapelle hängt eine Rosenkranzmadonna aus der Zeit um 1660.
- Der Geißelheiland in der Florianskapelle wird wie die Figuren am Hochaltar Tobias Schmid zugeschrieben.
- Die Figur des heiligen Leonhard an der Südseite des Langhauses wird um 1600 datiert.
- Dem heiligen Leonhard gegenüber, an der Nordseite des Langhauses, steht auf einer mit einer Zirbelnuss verzierten Konsole eine Pietà.
- Die gemalten Kreuzwegstationen an den Langhauswänden wurden 1736 geschaffen.

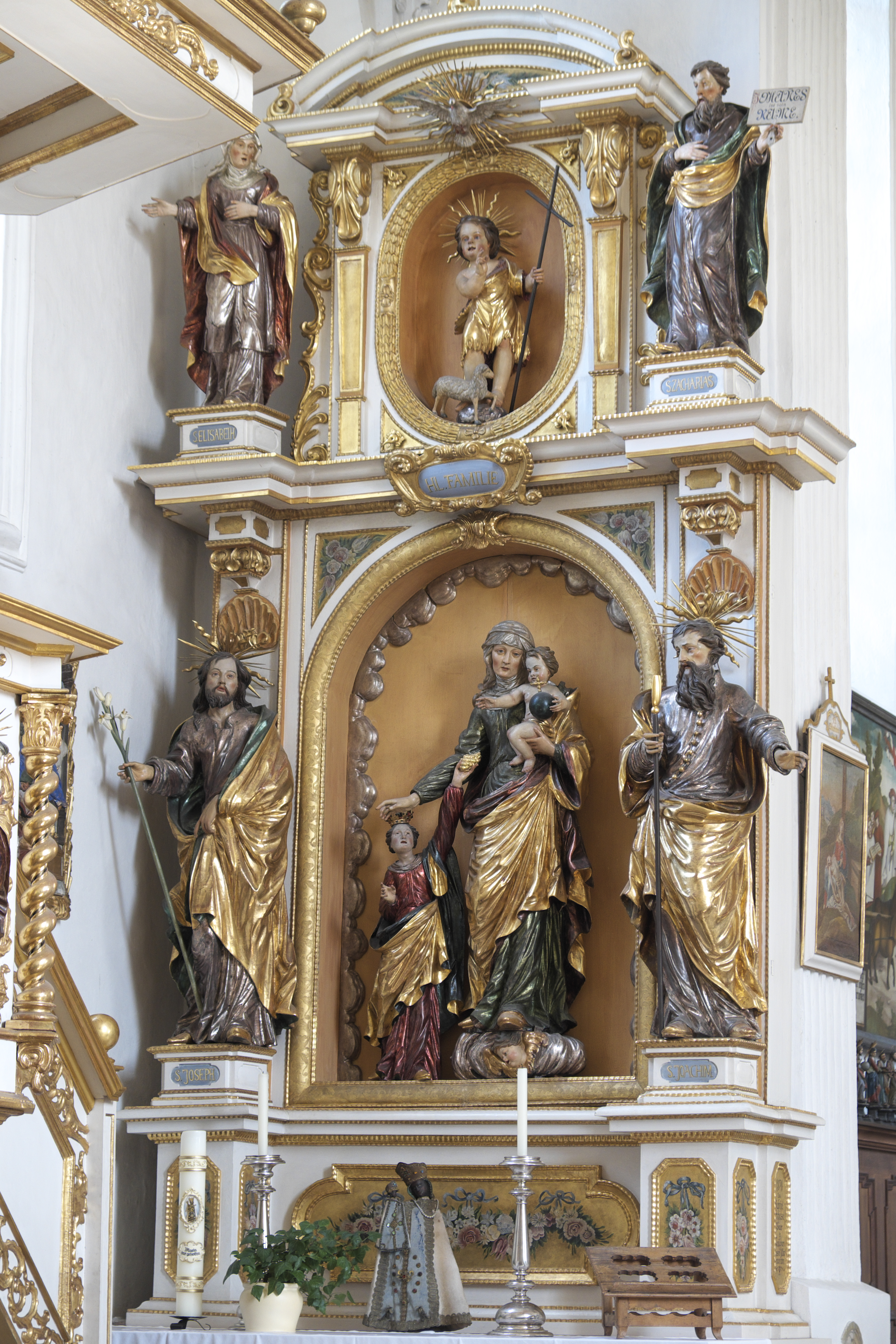
Linker Seitenaltar
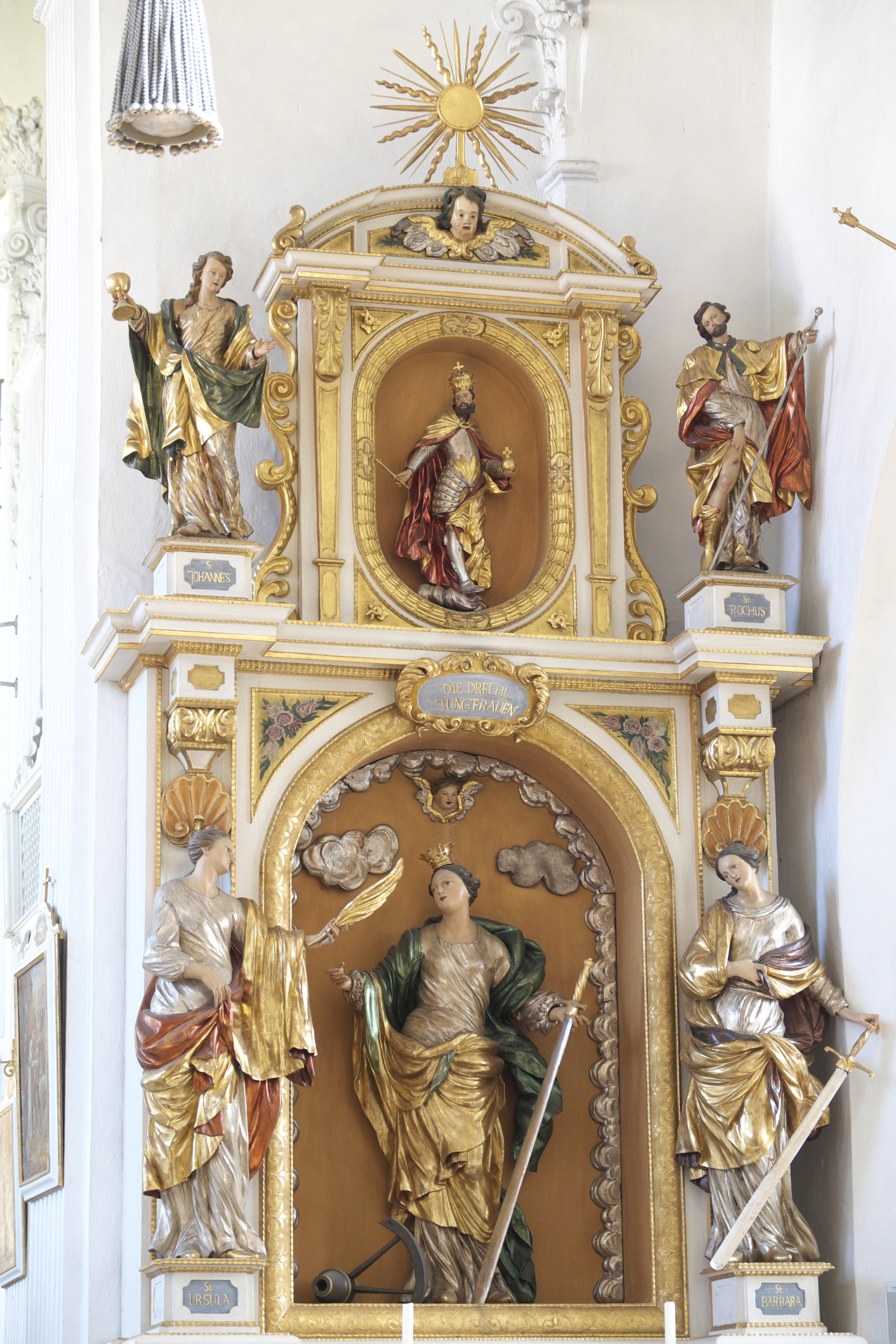
Rechter Seitenaltar
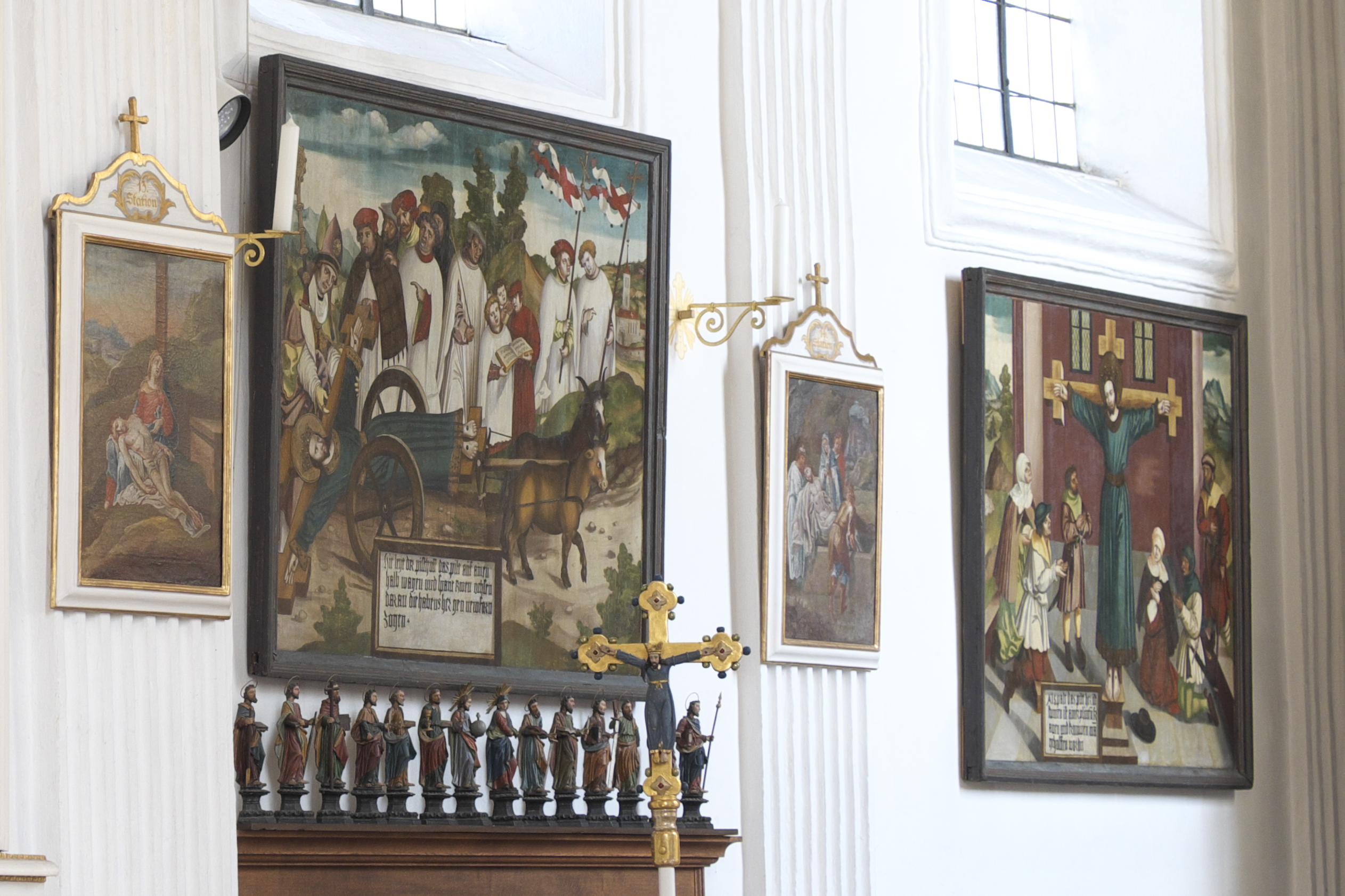
Gotische Bildtafeln mit Szenen der Wilgefortislegende, Apostelfiguren über dem Chorgestühl
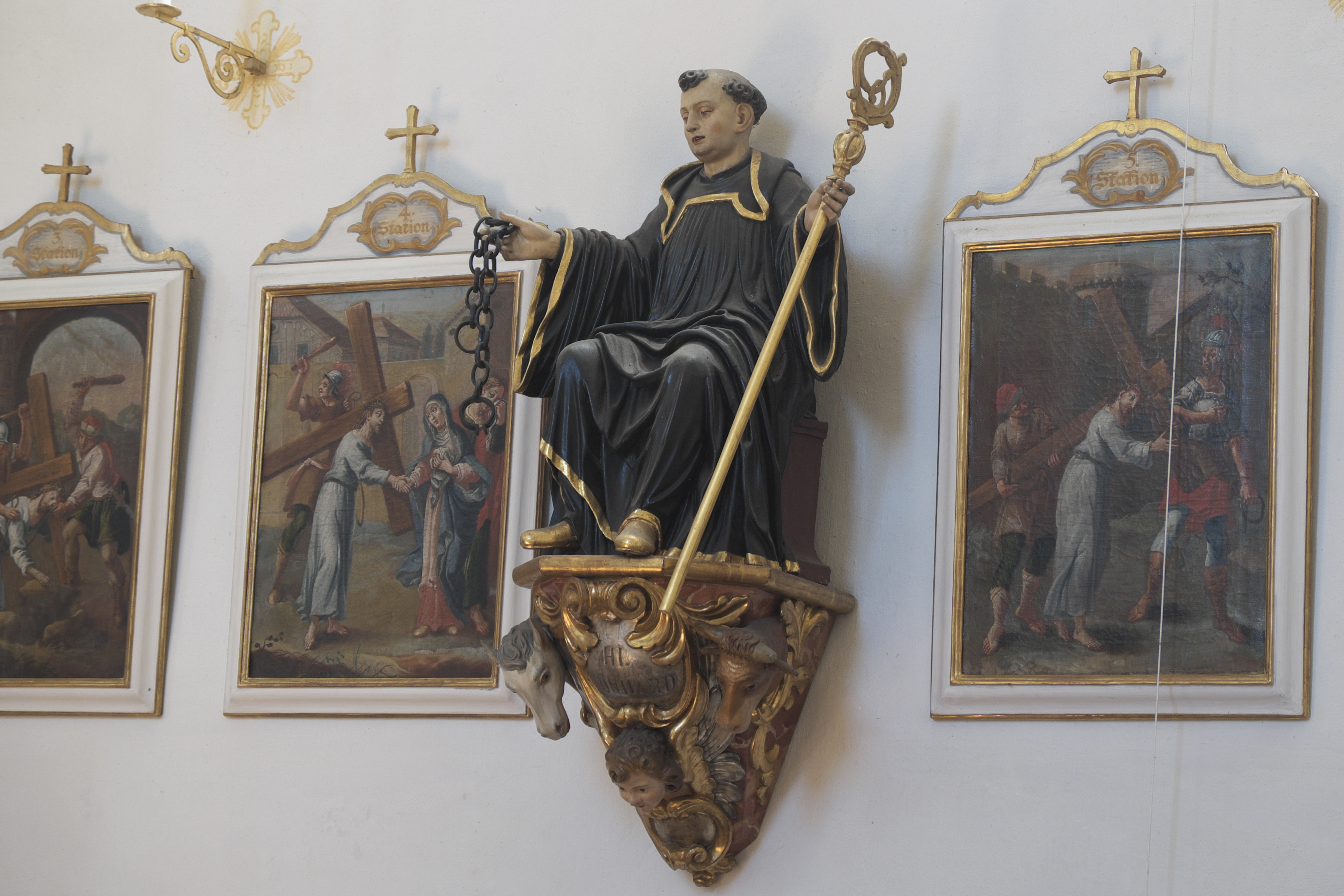
Heiliger Leonhard und Kreuzwegbilder
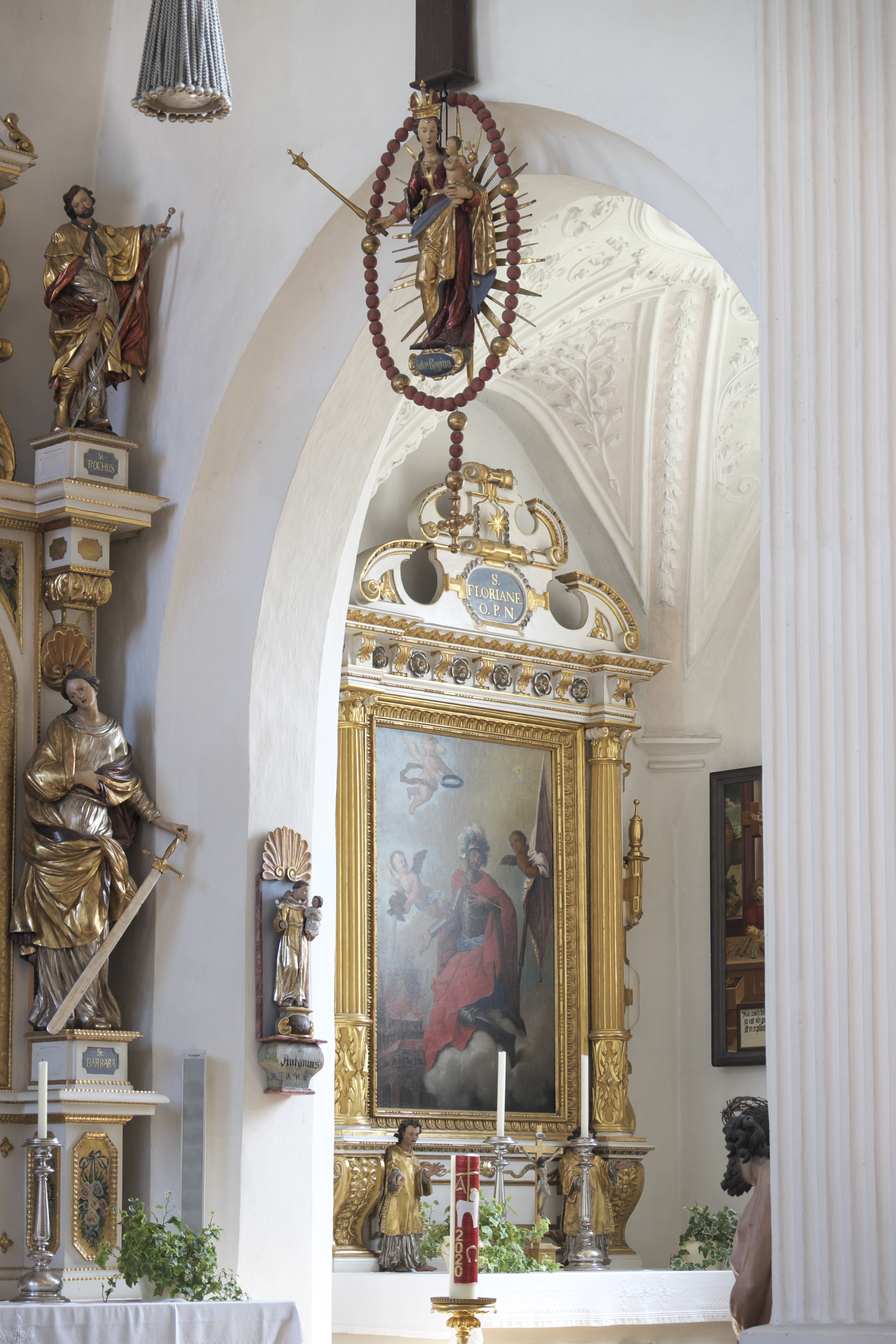
Rosenkranzmadonna und Florianskapelle

### Orgel
Auf der Empore im hinteren Teil der Kirche steht die Orgel mit neun Registern auf einem Manual und Pedal. Sie wurde 1895 von Franz Borgias Maerz geschaffen und nach 1950 umgebaut. Die Disposition lautet:
| Manual C–f3  |       |       |
| Principal    | 8′    |       |
| Gedeckt      | 8′    |       |
| Octave       | 4′    |       |
| Traversflöte | 4′    |       |
| Quinte       | 2 ⁄3′ | (neu) |
| Sifflöte     | 2′    | (neu) |
| Mixtur III   | 1 ⁄3′ |       |

| Pedal C–d1 |     |
| Subbaß     | 16′ |
| Violon     | 8′  |

- Koppeln: M/P
- Spielhilfen: Tutti
- Bemerkungen: Kegellade, mechanische Spiel- und Registertraktur, freistehender Spieltisch, neuromanischer Prospekt.

### Glocken
Im mittig in der Westfassade stehenden Kirchturm hängt ein vierstimmiges Glockengeläut.
| Glocke | Name             | Gießer, Gussort          | Gewicht | Schlagton |
| ------ | ---------------- | ------------------------ | ------- | --------- |
| 1      | Herz-Jesu-Glocke | Erdinger Glockengießerei | 1300 kg | e′        |
| 2      | Ämter-Glocke     | Glockengießerei Daller   | 950 kg  | f′        |
| 3      | Meßglocke        | Glockengießerei Daller   | 630 kg  | g′        |
| 4      | Zügenglocke      | Erdinger Glockengießerei | 325 kg  | c″        |